# Öffentlich-rechtliche Religionsgesellschaft
Eine öffentlich-rechtliche Religionsgesellschaft ist im deutschen Staatskirchenrecht eine rechtliche Organisationsform einer Religionsgemeinschaft. Sie stellt eine Sonderform bzw. eigene Art der – ansonsten staatlichen, selten staatsfernen – deutschen Körperschaften des öffentlichen Rechts dar (Abkürzungen: K.d.ö.R., KdöR, Körp.d.ö.R., KöR oder K.ö.R.). Man sagt, diese Religionsgemeinschaften haben Körperschaftsstatus.

## Zweck
Öffentlich-rechtliche Religionsgesellschaften sollen eine effektive Form der gemeinsamen Religionsausübung bieten und dienen damit der Verwirklichung der Religionsfreiheit. Zudem verdeutlicht die öffentlich-rechtliche Rechtsform, dass das Grundgesetz die von ihnen ausgeübte Religionspflege als eine öffentliche Aufgabe ansieht, ohne sie zum Teil des Staates zu machen (Art. 140 GG i. V. m. Art. 137 Abs. 1 WRV).

## Juristische Person
Öffentlich-rechtliche Religionsgesellschaften (Art. 140 GG i. V. m. Art. 137 Abs. 5 WRV) schaffen eine mitgliedschaftlich organisierte, vom Wechsel ihrer Mitglieder unabhängige juristische Person (Körperschaft), deren Satzungsrecht und daher insbesondere die Organ- und Mitgliedschaftsverhältnisse dem öffentlichen Recht zugehören. In gewissem, im Einzelnen umstrittenem Umfang können sie öffentlich-rechtlich handeln. Öffentlich-rechtliche Religionsgesellschaften sind umfassend rechtsfähig. Durch Zusammenschluss mit anderen können Verbände entstehen, die ebenfalls Körperschaften des öffentlichen Rechts sind (zum Beispiel Evangelische Kirche in Deutschland, EKD), und kraft Organisationsbefugnis ebensolche Untergliederungen (Kirchenbezirke, Kirchengemeinden usw.) sowie Anstalten und Stiftungen des öffentlichen Rechts (zum Beispiel Evangelische Stiftung Pflege Schönau), für die die weiteren Ausführungen sinngemäß gelten.
Öffentlich-rechtliche Religionsgesellschaften sind keine Körperschaften des öffentlichen Rechts wie staatliche Selbstverwaltungskörperschaften (Gemeinden, Landkreise, Kammern). Die Trennung von Staat und Kirche schließt in Deutschland aus, dass Religionsgemeinschaften Teil der öffentlichen Verwaltung sind. Obgleich sie als Körperschaft des öffentlichen Rechts verschiedene Handlungsformen nutzen können, die sonst meist nur dem Staat zustehen, sind sie kein Teil des Staates, sondern Teil der Gesellschaft wie auch alle anderen Vereinigungen von Bürgern. Öffentlich-rechtliche Religionsgemeinschaften sind daher auch umfassend grundrechtsberechtigt. Sie können sich also, im Gegensatz zum Staat, auf die Grundrechte berufen. Dagegen werden sie von Grundrechten, die Abwehrrechte gegen den Staat sind, ebenso wenig verpflichtet wie alle anderen Bürger.
Öffentlich-rechtliche Religionsgesellschaften unterliegen, aufgrund ihres kirchlichen Selbstbestimmungsrechts, keiner staatlicher Rechtsaufsicht. Eine staatliche Kirchenaufsicht wurde in der Weimarer Republik als Korrelat zum öffentlich-rechtlichen Status („Korrelatentheorie“) vertreten und praktiziert, aber auch als Verstoß gegen das kirchliche Selbstbestimmungsrecht und die Trennung von Staat und Kirche angesehen.
Nach ihrem Selbstverständnis sind die öffentlich-rechtlichen Religionsgesellschaften durch den staatskirchenrechtlichen Status nicht abschließend definiert. So besagt die Grundordnung der badischen Landeskirche in Art. 57 Abs. 1: „Die Landeskirche ist eine Körperschaft kirchlichen Rechts und besitzt die Rechte einer Körperschaft des öffentlichen Rechts nach staatlichem Recht.“

## Rechte
Religions- und Weltanschauungsgemeinschaften, die Körperschaft sind, haben einen öffentlich-rechtlichen Status eigener Art. Zu den besonderen Rechten, die den Gemeinschaften verliehen werden, zählen beispielsweise das Recht zum Steuereinzug (Kirchensteuer) bei ihren Mitgliedern (Art. 140 GG i. V. m. Art. 137 Abs. 6 WRV), die Dienstherrenfähigkeit (Möglichkeit, die Rechtsstellung ihrer Bediensteten (Pfarrer, Kirchenbeamte) öffentlich-rechtlich auszugestalten), die Rechtssetzungsbefugnis (für eigenes Binnenrecht, z. B. Regelungen zur innerkirchlichen Organisation und zum Mitgliedschaftsverhältnis) sowie das Recht, kirchliche öffentliche Sachen durch Widmung zu schaffen.
Öffentlich-rechtliche Religionsgesellschaften als Körperschaften des öffentlichen Rechts können nicht nur privatrechtlich, sondern auch öffentlich-rechtlich handeln. Beispielsweise ist das liturgische Glockengeläut (im Gegensatz zum Glockengeläut zur Zeitanzeige) öffentlich-rechtlich und kann nicht vor den Zivilgerichten, sondern nur vor den Verwaltungsgerichten angegriffen werden.
Die Organisationsbefugnis ermöglicht die Errichtung, Verschmelzung und Aufhebung von Untergliederungen, Stiftungen und Anstalten. Der staatliche Kirchensteuereinzug ist einfachgesetzlich geregelt.
Um die negative Religionsfreiheit der Mitglieder zu schützen, deren Mitgliedschaft auf diese Weise Rechtsfolgen im staatlichen Bereich hat, haben die Länder Kirchenaustrittsgesetze erlassen, denn nicht alle Religionsgemeinschaften lassen einen Austritt zu. Damit wird der öffentlich-rechtlichen Religionsgesellschaft nicht vorgeschrieben, sie habe den Ausgetretenen nicht mehr als Mitglied zu betrachten. Das ist ihre eigene Angelegenheit und vom kirchlichen Selbstbestimmungsrecht geschützt; zumal die Religionsfreiheit nur den Staat verpflichtet, nicht aber die öffentlich-rechtlichen Religionsgemeinschaften. Nur im staatlichen Bereich dürfen, ungeachtet der kirchenrechtlichen Mitgliedschaftsregelung, an die Mitgliedschaft keine Rechtsfolgen mehr angeknüpft werden.
Darüber hinaus haben öffentlich-rechtliche Religionsgesellschaften eine Reihe von Einzelbegünstigungen („Privilegienbündel“). wie beispielsweise Vergünstigungen bei Steuern, Abgaben und Gebühren, Mitspracherechte in Gremien, strafrechtlicher Schutz für Titel und Amtsbezeichnungen, Vollstreckungsschutz oder Rücksicht auf die Belange der Religionsausübung bei Bauleitplanung und Denkmalschutz. Darin kommt die öffentliche Bedeutung zum Ausdruck, die das Grundgesetz der Pflege von Religion beimisst. Diese Rechtsfolgen des der öffentlich-rechtlichen Verfasstheit werden im Grundgesetz im Einzelnen nicht garantiert, sondern vom einfachen Recht gewährt. Die Verfassung steht daher auch Änderungen nicht entgegen.
Nach der Rechtsprechung des Bundesverfassungsgerichts sind jedenfalls öffentlich-rechtliche Religionsgesellschaften nicht insolvenzfähig. Ob das im Hinblick auf das kirchliche Selbstbestimmungsrecht auch für privatrechtliche Religionsgemeinschaften gilt, ist noch nicht abschließend geklärt.

## Von der Rechtsform unabhängige Rechte
Viele Rechte der Religionsgemeinschaften sind nicht an eine öffentlich-rechtliche Rechtsform geknüpft. Sie ist keine Voraussetzung, dass eine Gemeinschaft als Religionsgemeinschaft in Erscheinung treten oder die ansonsten Religionsgemeinschaften gewährten Rechte in Anspruch nehmen darf. Rechte unabhängig von der Rechtsform sind z. B. der Betrieb von Einrichtungen wie Kindergärten oder Altenheimen, die Errichtung von Gebäuden, die religiösen Zwecken dienen oder der Zugang zur Erteilung von Religionsunterricht nach Artikel 7 Abs. 3 des Grundgesetzes. Die Vertretung in öffentlichen und staatlichen Gremien (z. B. Rundfunkräten) erfolgt häufig durch die Benennung der jeweiligen Religionsgemeinschaft als gesellschaftlich relevante Gruppe.

## Voraussetzungen
Die Rechtsform einer Körperschaft des öffentlichen Rechts haben jene Religionsgemeinschaften (und auch areligiöse Weltanschauungsgemeinschaften), die bereits vor Inkrafttreten der Weimarer Reichsverfassung (WRV) als solche anerkannt waren (Art. 140 GG i. V. m. Art. 137 Abs. 5 S. 1 WRV). Damit wurde der bei Erlass der Weimarer Reichsverfassung vorgefundene Rechtsstatus der beiden großen christlichen Kirchen und weiterer sogenannter geborener oder altkorporierter Religionsgemeinschaften beibehalten. Zu den vorkonstitutionell als Körperschaft des öffentlichen Rechts bestehenden Religionsgemeinschaften gehören vor allem die evangelischen Kirchen (Landeskirchen, Gemeinden, Zusammenschlüsse), die Römisch-Katholische Kirche (Diözesen, Gemeinden, Zusammenschlüsse, zum Teil auch Ordensgemeinschaften), einzelne jüdische Gemeinden, die Altkatholiken und Altlutheraner, die Baptisten und die Mennoniten.
Anderen Religionsgesellschaften sind auf ihren Antrag gleiche Rechte zu gewähren, wenn sie durch ihre Verfassung und die Zahl ihrer Mitglieder die Gewähr der Dauer bieten (sogenannte gekorenen Körperschaften bzw. neu-korporierte Körperschaften; Art. 140 GG i. V. m. Art. 137 Abs. 5 S. 2 WRV). Schließen sich mehrere derartige öffentlich-rechtliche Religionsgesellschaften zu einem Verbande zusammen, so ist auch dieser Verband eine öffentlich-rechtliche Körperschaft (Art. 140 GG i. V. m. Art. 137 Abs. 5 S. 3 WRV).
Manche Religionsgemeinschaften ziehen es vor, sich privatrechtlich zu organisieren oder verstehen das sogar als besonderes Gütezeichen. Andere Religionsgemeinschaften möchten dagegen die Möglichkeiten nutzen, die ihnen die öffentlich-rechtliche Organisation bietet. Daher mussten sich wiederholt Gerichte mit den Voraussetzungen der Anerkennung als öffentlich-rechtliche Religionsgemeinschaft befassen. Nach der Rechtsprechung des Bundesverfassungsgerichts gibt es zwar kein Grundrecht auf Anerkennung, doch beinhalten Art. 140 GG i. V. m. Art. 137 Abs. 5 Satz 2 WRV ein subjektiv-öffentliches Recht, also beim Vorliegen der Anerkennungsvoraussetzungen einen Anspruch. Die jeweilige Religionsgemeinschaft (= Religionsgesellschaft) muss einen Antrag auf Anerkennung an die zuständige staatliche Stelle stellen. Die Regelung des Anerkennungsverfahrens obliegt der Exekutive der einzelnen Bundesländern (Verbandskompetenz; Art. 140 GG i. V. m. Art. 137 Abs. 8 WRV). Dies hat das Bundesverfassungsgericht in seinem Beschluss vom 30. Juni 2015 bestätigt (Az.: 2 BvR 1282/11).

### Geschriebene Voraussetzungen: Gewähr der Dauer
Die Verfassung verlangt ausdrücklich, dass solche öffentlich-rechtliche Religionsgesellschaften „durch ihre Verfassung und die Zahl ihrer Mitglieder die Gewähr der Dauer bieten“. Verfassung ist dabei nicht im Sinne einer juristischen Ordnung (Satzung usw.) zu verstehen, sondern meint den gesamten Zustand der Religionsgemeinschaft, ihre „Verfasstheit“. Dabei kommt es weniger auf die Vergangenheit, als auf eine tragfähige Prognose an. Durch diese Voraussetzung sollen kurzlebige Trendreligionen, deren Bedeutung schnell wieder schwindet, ausgeschieden werden.

### Ungeschriebene Voraussetzungen: Rechtstreue
Über den Normtext hinaus verlangt das Bundesverfassungsgericht „Rechtstreue“ der öffentlich-rechtlichen Religionsgesellschaften als ungeschriebene Voraussetzung der Anerkennung. Das umfasst die Achtung der Rechtsordnung, der von der Ewigkeitsgarantie umfassten Grundprinzipien des Grundgesetzes und des geltenden freiheitlichen Staatskirchenrechts. Einzelne Rechtsverletzungen genügen angesichts der geforderten Mitgliederzahl nicht, um die Rechtstreue zu verneinen.
Die Begründung für diese ungeschriebenen Voraussetzungen ist kompliziert. Eine öffentlich-rechtliche Religionsgesellschaft ist nicht Teil des Staates, sondern der Gesellschaft, ganz ähnlich einem Verein oder einem normalen Bürger. Die Gesetzesbindung, die Art. 20 Abs. 3 GG für die Verwaltung anordnet, betrifft Religionsgemeinschaften daher ebenso wenig wie die Grundrechtsbindung des Art. 1 Abs. 3 GG, da Grundrechte nur Abwehrrechte gegen den Staat sind. Öffentlich-rechtliche Religionsgemeinschaften sind also, wie jeder Bürger, nicht zur Einhaltung der Gesetze verpflichtet, sondern nur im Falle der Nichteinhaltung den dafür angeordneten Sanktionen unterworfen. Um dennoch Rechtstreue verlangen zu können, betrachtet das Bundesverfassungsgericht zunächst den Bereich, in dem öffentlich-rechtliche Religionsgemeinschaften nicht eigene Hoheit ausüben, sondern durch den Staat verliehene Hoheitsbefugnisse. Da der Staat diese nur in den Grenzen des Gesetzes und der Grundrechte ausüben könne, könne er sie in weiterem Umfang auch nicht übertragen, womit sie von vorneherein insoweit beschränkt seien. In den Bereichen, in denen öffentlich-rechtliche Religionsgemeinschaften eigene Hoheitsbefugnisse ausüben, gebe es diese Beschränkung zwar nicht. Insoweit sei es aber dem Staat aus seiner (nicht der Religionsgemeinschaft) Gesetzesbindung heraus verwehrt, einer nicht rechtstreuen Religionsgemeinschaft die Befugnisse einer öffentlich-rechtlichen Körperschaft zu verschaffen.

### Keine Voraussetzung: Staatstreue
Keine Voraussetzung ist dagegen eine besondere Loyalität zum Staat. Es bleibt vielmehr der Religionsgemeinschaft überlassen, ob sie den Staat unterstützt, sich ihm gegenüber neutral oder aber kritisch verhält. Das Grundgesetz sehe eine Zusammenarbeit des Staates mit den Religionsgemeinschaften zum Teil ausdrücklich vor und lasse sie in weiteren Bereichen zu. Ob sie derartige Angebote annehmen oder Distanz zum Staat wahren möchten, bleibe aber ihrem religiösen Selbstverständnis überlassen. Dass das Grundgesetz Religionsunterricht und Anstaltsseelsorge im Grundsatz allen Religionsgemeinschaften zugänglich macht, zeige, dass es Vergünstigungen und Mitwirkungschancen nicht schematisch danach zuweist, in welcher Rechtsform eine Religionsgemeinschaft organisiert ist. Einen Automatismus zwischen dem Status als öffentlich-rechtliche Religionsgemeinschaft und staatlichen Vergünstigungen, die nicht bereits mit diesem Status selbst gewährleistet sind („Privilegien“), gebe es daher nicht. Folglich könne eine Staatstreue auch nicht Voraussetzung der Verleihung sein.

### Regelungen im Landesrecht
Die Bundesländer haben dabei unterschiedliche Wege beschritten, um die Vorgaben des Bundesverfassungsgerichts umzusetzen. Nordrhein-Westfalen hat im September 2014 das Körperschaftsstatusgesetz als Landesgesetz erlassen, in dem das Verfahren näher geregelt ist. In Rheinland-Pfalz gibt es das Körperschaftsstatusgesetz Rheinland-Pfalz aus dem Jahr 2019.

## Beispiele
Die evangelischen Landeskirchen und römisch-katholischen Bistümer sind öffentlich-rechtliche Religionsgesellschaften. Daneben gibt es zahlreiche kleinere öffentlich-rechtliche Religionsgemeinschaften wie die Altkatholische Kirche, die Selbständige Evangelisch-Lutherische Kirche (SELK), die Christengemeinschaft, zahlreiche evangelische Freikirchen, die Neuapostolische Kirche, die Zeugen Jehovas, die Israelitischen Kultusgemeinden und die Christian Science. Dazu zählen auch ihre Zusammenschlüsse und, nach Maßgabe des Kirchenrechts, ihre Untergliederungen (z. B. Kirchengemeinden und -bezirke).
Der Bahai-Gemeinde in Deutschland wurde 2013 als erster nicht-christlich-jüdischer Religionsgemeinschaft der Status als öffentlich-rechtliche Religionsgemeinschaft verliehen.
Die Ahmadiyya Muslim Jamaat ist in Deutschland bislang die einzige muslimische öffentlich-rechtliche Religionsgesellschaft. Im Dezember 2020 wurde auch der Alevitischen Gemeinde Deutschland der Körperschaftsstatus verliehen.
Öffentlich-rechtlich verfasst sein können auch areligiöse Weltanschauungsgemeinschaften wie der Bund für Geistesfreiheit Bayern und die Freireligiöse Landesgemeinde Pfalz.

## Schweiz
In der Schweiz existieren, zum Vergleich, Landeskirchen, die nach dem Recht der jeweiligen Kantone teilweise als öffentlich-rechtliche Körperschaften mit besonderen Rechtspositionen ausgestaltet sind. Ihre Einordnung zwischen Kirche und Staat unterscheidet sich von Kanton zu Kanton erheblich.